# Iridium(III)-chlorid
Iridium(III)-chlorid ist eine chemische Verbindung. Es existiert als Iridium(III)-chlorid-Hydrat IrCl3 · x H2O sowie als Iridium(III)-chlorid wasserfrei IrCl3. Das Hydrat ist eine dunkelgrüne, sehr hygroskopische chemische Verbindung. Sie dient als Ausgangsstoff zur Erzeugung der meisten anderen Iridiumverbindungen. Das wasserfreie Salz ist dagegen in Wasser unlöslich.

## Gewinnung und Darstellung
Das wasserfreie Iridium(III)-chlorid wird durch Chlorierung von reinem Iridium bei hohen Temperaturen (600 °C) hergestellt.
{\displaystyle {\ce {2Ir + 3Cl2 -> 2IrCl3}}}
Durch Abrauchen einer Ammoniumhexachloroiridat(IV)-Lösung ([NH4]2[IrCl6]) mit Königswasser und Salzsäure sowie anschließender Reduktion z. B. mit Oxalsäure wird das Iridium(III)-chlorid-Hydrat hergestellt. Dieses muss unter Luftabschluss gehalten werden, weil es sich sehr leicht zum Ir(IV) oxidiert.

## Eigenschaften
Iridium(III)-chlorid hat eine Standardbildungsenthalpie von −257 kJ/mol. Es ist bis ca. 760 °C und 1 bar Chlordruck beständig. Es existieren zwei Modifikationen, eine monoklin kristallisierende α-Form und eine orthorhombische β-Form.

## Verwendung
Iridium(III)-chlorid wird als Ausgangsstoff zur Erzeugung der meisten anderen Iridiumverbindungen wie etwa Vaskas Komplex trans-[IrCl(CO)(PPh3)2]) oder Iridium-Alken-Komplexe wie [Ir(COD)Cl]2, die als Katalysatoren verwendet werden. Zudem dient es zur Fertigung von Elektroden in der Elektrochemie.